# Microlaimus africanensis
Microlaimus africanensis is een rondwormensoort uit de familie van de Microlaimidae. De wetenschappelijke naam van de soort is voor het eerst geldig gepubliceerd in 1992 door Furstenberg & Vincx.